# Santa Evita (serie de televisión)
Santa Evita es una serie web argentina de 2022, basada en la novela de ficción homónima (1995) de Tomás Eloy Martínez, para Star+. La trama sigue la vida de Eva Perón, ex Primera dama de Argentina, su muerte a los 33 años y el posterior destino de su cadáver embalsamado. Está protagonizada por Natalia Oreiro, Ernesto Alterio, Darío Grandinetti, Diego Velázquez, Diego Cremonesi y Francesc Orella. La serie se estrenó el 26 de julio de 2022.

## Sinopsis
La serie sigue la intrigante historia de la primera dama de Argentina Eva Perón después de su muerte por cáncer cervical a los 33 años en 1952. Y cómo sus restos embalsamados, tras ser velados ante millones de personas, fueron secuestrados por la dictadura militar de 1955 autodenominada Revolución Libertadora. 

## Elenco

### Principal
- Natalia Oreiro como Eva Perón
- Ernesto Alterio como Carlos Moori Koenig
- Darío Grandinetti como Juan Domingo Perón
- Diego Velázquez como Mariano Vázquez
- Francesc Orella como Pedro Ara Sarriá

### Secundario
- Diego Cremonesi como Eduardo Arancibia
- Héctor Díaz como Julio Alcaraz
- Guillermo Arengo como Emilio Kaufman
- Diego Mariani como Agustín Magaldi
- Iván Moschner como Aldo Cifuentes
- Damián Canduci como Milton Galarza
- Jorge Prado como Atilio Renzi
- Gabriela Ferrero como Juana Ibarguren
- María Canale como Irene Kaufman
- Marcela Guerty como Adela
- Camila Mateos como Eva Perón (adolescente)
- Sebastián Arzeno como Gustavo Fesquet
- Maria del Rosario Cucchetti Novoa como Yolanda niña

### Participaciones
- Daniel Di Biase como Marino
- Nacho Vavassori como Correa
- Julieta Vallina como Anita
- Matías Bassi como Juan Ramón Duarte
- Aitor Miguens como Ángel
- Agustín Vázquez como Rodríguez
- Fedra Defendente como Erminda Duarte
- Jenni Merla como Blanca Duarte
- Darío Pianelli como Juan Carlos Armani
- Jesús Catalino como Livio Gandini
- Mauro Álvarez como Picquard
- Diego Mariani como Agustín Magaldi
- Walter Cornás como Mario "Cariño" Pugliese
- Pablo Toporosi como Ramiro
- Facundo Aquinos como Miguel
- María Villar como Elena Heredia
- Mauricio Minetti como Saldías
- Agustín Rittano como José "Chino" Astorga
- Margarita Molfino como Lidia
- Eugenia Alonso como Celia
- Mara Bestelli como Rosa
- Patricio Aramburu como Tulio Corominas

## Episodios
| N.º | Título                   | Dirigido por                           | Escrito por                        | Fecha de emisión original |
| --- | ------------------------ | -------------------------------------- | ---------------------------------- | ------------------------- |
| 1   | «Esa mujer»              | Rodrigo García Barcha y Alejandro Maci | Marcela Guerty y Pamela Rementería | 26 de julio de 2022       |
| 2   | «Cuatro tumbas para Eva» | Rodrigo García Barcha y Alejandro Maci | Marcela Guerty y Pamela Rementería | 26 de julio de 2022       |
| 3   | «Gracias por existir»    | Rodrigo García Barcha y Alejandro Maci | Marcela Guerty y Pamela Rementería | 26 de julio de 2022       |
| 4   | «Una esposa perfecta»    | Rodrigo García Barcha y Alejandro Maci | Marcela Guerty y Pamela Rementería | 26 de julio de 2022       |
| 5   | «Puppé»                  | Rodrigo García Barcha y Alejandro Maci | Marcela Guerty y Pamela Rementería | 26 de julio de 2022       |
| 6   | «Persona»                | Rodrigo García Barcha y Alejandro Maci | Marcela Guerty y Pamela Rementería | 26 de julio de 2022       |
| 7   | «Santa Evita»            | Rodrigo García Barcha y Alejandro Maci | Marcela Guerty y Pamela Rementería | 26 de julio de 2022       |

## Desarrollo

### Producción
En 2016, la cadena Fox (actualmente Star) adquirió los derechos del libro Santa Evita, publicado en 1995 por Tomás Eloy Martínez, para realizar una serie. En mayo de 2019, se informó que la producción de la serie ya había comenzado, estando bajo la responsabilidad de la empresa Buena Vista International de Disney y la productora argentina Non Stop, las cuales planificaron su estreno para el 2021. Seguidamente, se comunicó que la actriz mexicana Salma Hayek estaría sirviendo como productora ejecutiva en la serie, la cual sería dirigida por el realizador colombiano Rodrigo García Barcha y el argentino Alejandro Maci, quienes contarían con la ayuda de las autoras argentinas Marcela Guerty y Pamela Rementería tanto para la adaptación del libro como para el guion.
Las grabaciones de la serie tenían previsto su inicio en marzo de 2020, pero debido a la pandemia de COVID-19 se pospusieron, por lo cual, en mayo de 2021 se informó que el estreno se había aplazado para 2022.

### Rodaje
La fotografía principal de la serie comenzó a mediados de mayo de 2021 en la provincia de Buenos Aires, donde uitlizaron el Palacio Sans Souci, ubicado en la ciudad de Victoria, como escenario de la residencia presidencial. En agosto de ese año, concluyeron las filmaciones de la serie.

### Casting
En enero de 2020, luego de varios rumores, se confirmó que la actriz uruguaya Natalia Oreiro había sido elegida para ser la protagonista. Asimismo, se confirmó que los actores argentinos Darío Grandinetti, Ernesto Alterio, Diego Velázquez y el actor español Francesc Orella habían sido elegidos para integrar junto a Oreiro el elenco principal de la serie. Poco después, se anunció que Diego Cremonesi también se había unido al reparto. En junio de 2021, se informó que Camila Mateos iba a interpretar una versión más joven del personaje de Eva Perón.

## Premios y nominaciones
| Lista de premios y nominaciones | Lista de premios y nominaciones  | Lista de premios y nominaciones          | Lista de premios y nominaciones        | Lista de premios y nominaciones | Lista de premios y nominaciones |
| Año                             | Organización                     | Categoría                                | Nominado/a(s)                          | Resultado                       | Ref(s)                          |
| ------------------------------- | -------------------------------- | ---------------------------------------- | -------------------------------------- | ------------------------------- | ------------------------------- |
| 2022                            | Premios Produ                    | Mejor serie adaptación                   | Santa Evita                            | Ganador                         | [ 18 ] [ 19 ]                   |
| 2022                            | Premios Produ                    | Mejor actriz principal - Serie dramática | Natalia Oreiro                         | Nominada                        | [ 18 ] [ 19 ]                   |
| 2022                            | Premios Produ                    | Mejor actor principal - Serie dramática  | Diego Velázquez                        | Nominado                        | [ 18 ] [ 19 ]                   |
| 2022                            | Premios Produ                    | Mejor actor principal - Serie dramática  | Ernesto Alterio                        | Nominado                        | [ 18 ] [ 19 ]                   |
| 2022                            | Premios Produ                    | Mejor actor de reparto - Serie           | Darío Grandinetti                      | Nominado                        | [ 18 ] [ 19 ]                   |
| 2022                            | Premios Produ                    | Mejor actor de reparto - Serie           | Francesc Orella                        | Nominado                        | [ 18 ] [ 19 ]                   |
| 2022                            | Premios Produ                    | Mejor dirección - Serie y miniserie      | Rodrigo García Barcha y Alejandro Maci | Nominados                       | [ 18 ] [ 19 ]                   |
| 2022                            | Premios Produ                    | Mejor guion - Serie                      | Marcela Guerty y Pamela Rentería       | Ganadoras                       | [ 18 ] [ 19 ]                   |
| 2022                            | Premios Produ                    | Mejor dirección de fotografía            | Félix Monti                            | Ganador                         | [ 18 ] [ 19 ]                   |
| 2022                            | Premios Produ                    | Mejor dirección de arte                  | Mercedes Alfonsín                      | Nominada                        | [ 18 ] [ 19 ]                   |
| 2022                            | Premios Produ                    | Mejor compositor musical                 | Federico Jusid                         | Ganador                         | [ 18 ] [ 19 ]                   |
| 2022                            | Premios Produ                    | Mejor recreación de época                | Beatriz Di Benedetto y Clarisa Reynoso | Ganadoras                       | [ 18 ] [ 19 ]                   |
| 2022                            | Premios Produ                    | Gran premio de ficción                   | Santa Evita                            | Ganador                         | [ 18 ] [ 19 ]                   |
| 2022                            | Premios Cóndor de Plata          | Mejor miniserie o serie limitada         | Santa Evita                            | Ganador                         | [ 20 ] [ 21 ]                   |
| 2022                            | Premios Cóndor de Plata          | Mejor dirección                          | Alejandro Maci y Rodrigo García Barcha | Ganadores                       | [ 20 ] [ 21 ]                   |
| 2022                            | Premios Cóndor de Plata          | Mejor actor protagonista en drama        | Ernesto Alterio                        | Nominado                        | [ 20 ] [ 21 ]                   |
| 2022                            | Premios Cóndor de Plata          | Mejor actriz protagonista en drama       | Natalia Oreiro                         | Ganadora                        | [ 20 ] [ 21 ]                   |
| 2022                            | Premios Cóndor de Plata          | Mejor actor de reparto                   | Diego Cremonesi                        | Nominado                        | [ 20 ] [ 21 ]                   |
| 2022                            | Premios Cóndor de Plata          | Mejor guion adaptado                     | Marcela Guerty y Pamela Rementería     | Ganadores                       | [ 20 ] [ 21 ]                   |
| 2022                            | Premios Cóndor de Plata          | Mejor dirección de fotografía            | Félix Monti                            | Ganador                         | [ 20 ] [ 21 ]                   |
| 2022                            | Premios Cóndor de Plata          | Mejor montaje                            | Rosario Suárez y Ana Remón             | Ganadores                       | [ 20 ] [ 21 ]                   |
| 2022                            | Premios Cóndor de Plata          | Mejor dirección de arte                  | Mercedes Alfonsín                      | Ganadora                        | [ 20 ] [ 21 ]                   |
| 2022                            | Premios Cóndor de Plata          | Mejor diseño de vestuario                | Beatriz Di Benedetto                   | Ganadora                        | [ 20 ] [ 21 ]                   |
| 2022                            | Premios Cóndor de Plata          | Mejor música original                    | Federico Jusid                         | Ganador                         | [ 20 ] [ 21 ]                   |
| 2022                            | Premios Cóndor de Plata          | Mejor maquillaje y peluquería            | Clarisa Reynoso                        | Ganadora                        | [ 20 ] [ 21 ]                   |
| 2022                            | Premios Cóndor de Plata          | Mejor diseño de sonido                   | Gustavo Pomeranec y Adrián Rodríguez   | Nominado                        | [ 20 ] [ 21 ]                   |
| 2023                            | Premios Platino                  | Mejor miniserie o teleserie              | Santa Evita                            | Nominado                        | [ 22 ]                          |
| 2023                            | Premios Platino                  | Mejor actriz en miniserie o teleserie    | Natalia Oreiro                         | Nominada                        | [ 22 ]                          |
| 2023                            | Premios Rolling Stone en Español | Serie del año                            | Santa Evita                            | Nominado                        | [ 23 ]                          |
| 2023                            | Premios Rolling Stone en Español | Actuación del año                        | Natalia Oreiro                         | Nominada                        | [ 23 ]                          |
| 2023                            | Premios Sur                      | Mejor serie                              | Santa Evita                            | Nominado                        | [ 24 ]                          |